# Santo Tomé (Corrientes)
Santo Tomé ist die Hauptstadt des gleichnamigen Departamento Santo Tomé in der Provinz Corrientes im Nordosten Argentiniens. In der Klassifizierung der Gemeinden in der Provinz Corrientes zählt Santo Tomé (Corrientes) zur 1. Kategorie.
Santo Tomé ist mittels der Puente de la Integración über den Río Uruguay mit dem brasilianischen Ort São Borja (Rio Grande do Sul) verbunden.

## Klima
Subtropisches Klima mit Jahresdurchschnittstemperaturen von 20 °C. Die Höchsttemperatur im Sommer erreicht 40 °C. Die Winter sind mild. Die durchschnittlichen Niederschläge liegen zwischen 1.400 und 1.600 Millimeter pro Jahr mit Niederschlagsspitzen im April (Herbst) und Oktober (Frühling).

## Geschichte
Die Anfänge des Ortes gehen zurück bis ins 17. Jahrhundert. Nach der Gründung von Yapeyú und La Cruz durch jesuitische Missionare wurde Santo Tomé 1632 von den Jesuiten Luis Ernot and Manuel Bertot mit Hilfe von zwei befreundeten Guaraní-Häuptlingen, die zum Christentum übergetreten waren, gegründet. 
Der Niedergang begann mit der Vertreibung der Jesuiten im Jahre 1768. Im Jahre 1817 verwüsteten Bürgerkrieg und das Eindringen der Portugiesen über die brasilianische Grenze den Ort.
Das offizielle Gründungsdatum der heutigen Stadt ist der 27. August 1863.

## Tourismus
Der Karneval im Februar und der Angelsport, der hier in seinen unterschiedlichen Varianten ausgeübt werden kann, bilden die touristischen Anziehungspunkte des Ortes. Hotels und Campingplätze befinden sich vorzugsweise am Ufer des Rio Uruguay.

## Museen
- El Depósito „Miguel J. Centeno“. Historisches Museum
- Museo Histórico Regional „Pablo Argilaga“
- Iglesia. Die Ortskirche erhält Fundstücke der alten Jesuitenreduktion.

## Feste
- Festival de Música Correntina. Folklore-Festival in der ersten Dezemberhälfte.